# Demografia do Gabão

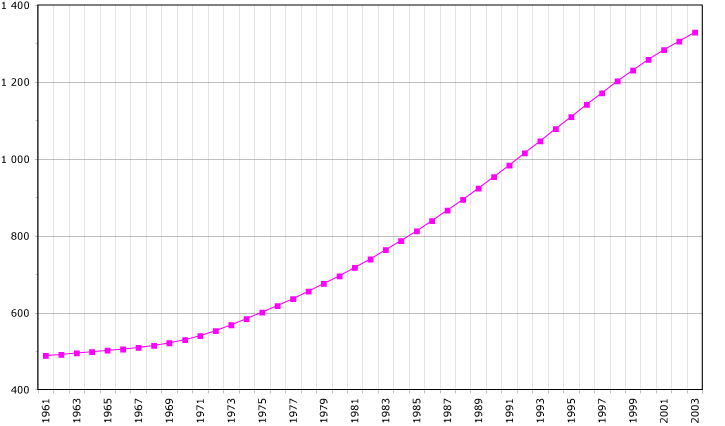
Evolução do número de habitantes do Gabão.

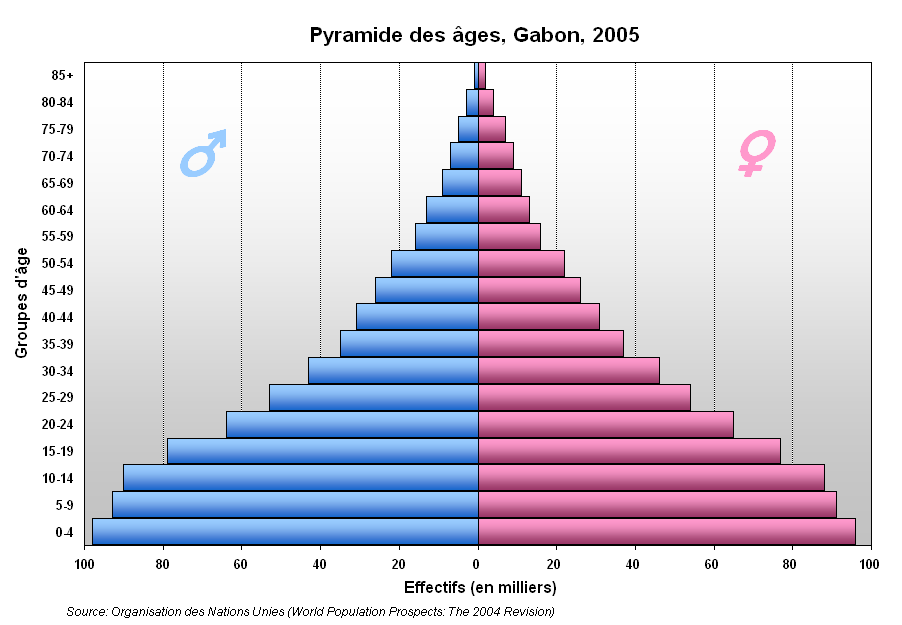
Pirâmide etária do Gabão.

Quase toda a população gabonesa pertence a etnias bantu. O país tem cerca de 40 grupos étnicos com línguas e culturas similares mas distintas. O maior de todos estes grupos são os fang. Outros grupos incluem os myene, bandjabi, eshira, bapounou e okandé.
A língua francesa é a oficial, e é um fator de coesão do país. Mais de 10 mil franceses vivem no Gabão, e as influências culturais e comerciais da França predominam.
Fatores históricos e ambientais causaram uma queda na população gabonesa entre 1900 e 1940. É um dos países menos densamente povoados da África, e a redução de sua força de trabalho tem sido um  obstáculo a seu desenvolvimento, embora compensado por mão-de-obra imigrante. Sua população é estimada em cerca de 1.208.436 pessoas.

Nota:
As estimativas populacionais para o Gabão reflectem os efeitos da grande mortalidade devido à AIDS. Isto resulta em reduzida expectativa de vida, em alta mortalidade infantil e alto índice de mortalidade de adultos, além da redução da taxa de crescimento anual da população e da alteração da distribuição por sexo. Veja as estimativas para julho de 2000, abaixo:
Distribuição etária:

0-14 anos:
33% (homens: 201.737; mulheres 200.764)

15-64 anos:
61% (homens 371.359; mulheres 364.982)

65 anos ou mais:
6% (homens 34,478; mulheres 35,116) (est. 2000)
Taxa de crescimento anual da população:
 - 1.08% (2000)
Natalidade:
27,6 nascimentos/1.000 habitantes (2000)
Mortalidade:
16.83 por 1.000 (2000)
Expectativa média de vida:
50,08 anos (2000)